# Wilhelm Brückner-Rüggeberg
Wilhelm Brückner-Rüggeberg (* 15. April 1906 in Stuttgart; † 1. April 1985 in Hamburg) war ein deutscher Dirigent.

## Leben

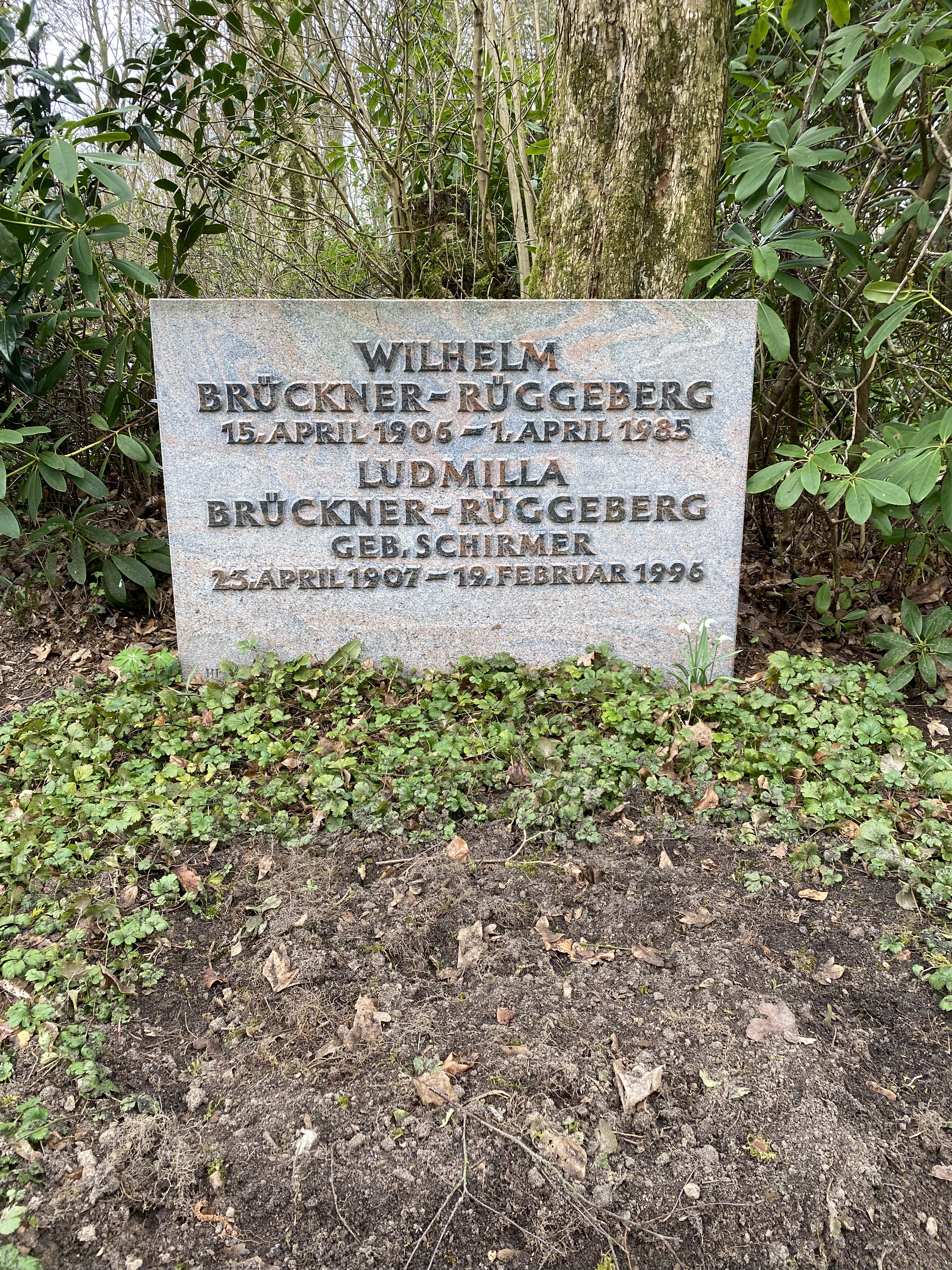
Grabstätte auf dem Waldfriedhof Wohldorf

Seinen Hang zur Oper hatte Wilhelm Brückner-Rüggeberg von seinem Vater, dem Hofschauspieler und Regisseur Max Brückner-Rüggeberg geerbt. Er stand schon als Kind als Knabe im Wilhelm Tell auf der Bühne und bedingt durch das Wanderleben der Theaterfamilie wechselte er nicht weniger als dreizehnmal die Schulen.
Brückner-Rüggeberg begann seine Laufbahn 1929 in München als Assistent von Hans Knappertsbusch. Weitere Stationen waren Essen 1929/30, Oberhausen 1930/31, Dortmund 1931–33, Gera/ Rudolstadt 1933/34 als 1. Kapellmeister, wo er fast ausschließlich Oper dirigierte. Als künstlerischer Leiter der Opernspiele im Bergwaldtheater Weißenburg wirkte er 1934 bis 1939 unter dem Intendanten Egon Schmid, der auch in Rudolstadt tätig war. Über mehrere Stationen kam er 1934 als Nachfolger von Herbert von Karajan als Erster Kapellmeister ans Theater Ulm nach Ulm und schließlich 1938 nach Hamburg, wo er bis zu seinem Tod im Jahr 1985 den Hamburger Lehrergesangsverein, heute Symphonischer Chor Hamburg, leitete und von 1943 an als Dozent, von 1960 an als Professor an der Hochschule für Musik und Theater Hamburg lehrte. In Hamburg hat er bis 1971 weit über 2000 Aufführungen dirigiert. In über 700 Gesprächskonzerten für Hamburger Schulen, die sogenannten Hamburger Schülerkonzerte, integriert in den schulischen Musikunterricht, setzte er sich mit den Hamburger Philharmonikern für das Verständnis für Musik ein und erläuterte und dirigierte Klassik.
Seine Grabstätte befindet sich auf dem Waldfriedhof Wohldorf.

## Werke (Auswahl)
Konzerttätigkeit
Er dirigierte unter anderem das Philharmonische Staatsorchester Hamburg, die Hamburger Symphoniker und das NDR Sinfonieorchester.
- 1934 bis 1939 Musikalischer Leiter der Festspiele in Weißenburg Bayern.
- 1937 Gastspiele an der Staatsoper Berlin Tosca, La Traviata
- 1958/59 Wiener Staatsoper Gastdirigate u. a., Erstaufführung: Britten – Sommernachtstraum
- 1962 Island, Reykjavík: Bizet – Carmen
- 1959–1962 Händel – Belsazar in eigener Fassung für die Hamburgische Staatsoper bearbeitet und auch in Berlin unter der Regie von Joachim Herz dirigiert. In Berlin dirigierte er u. a. Carmen, Tosca, Barbier v. Sevilla, Iphigenie auf Tauris.
- 1965 Buenos Aires Teatro Colón: Händel – Israel in Ägypten, Sinfoniekonzerte mit der Asociacion Wagneriana
- 1966 Buenos Aires Teatro Colón: Dvorak – Stabat Mater
- 1967 Buenos Aires Teatro Colón: Mendelssohn – Paulus, Brahms – Schickalslied, Trag. Ouvertüre, Altrhapsodie mit Marga Höffgen, Strawinsky – Psalmensymphonie
- 1968 Buenos Aires Teatro Colón: Frank Martin – Golgotha (Erstaufführung in Südamerika), Brahms – Requiem, Händel – Judas Maccabäus
- 1969 Rio de Janeiro Theatro Municipal: Beethoven – Missa Solemnis, Strawinsky – Oedipus Rex, Psalmensymphonie
- 1970 Rio de Janeiro Theatro Municipal: Messias, Frank Martin – Golgotha
- 1972 Buenos Aires Teatro Colón: Mozart – Requiem und Klavierkonzerte mit Christoph Eschenbach, Händel – Alexanderfest
- 1973 Buenos Aires Teatro Colón: Brahms – Requiem, sechs Konzerte Händel – Israel in Ägypten
- 1974 Rio de Janeiro Theatro Municipal: Mozart – Don Giovanni, Cosi fan Tutte (Bühnenbild: Alfred Siercke, Hamburg)

Regelmäßig dirigierte er im NDR Produktionen. Über 90 Aufnahmen finden sich im Archiv des NDR, darunter die Gesamtaufnahme des Freischütz, aber auch viele symphonische Werke und Raritäten.
Schallplattenaufnahmen
- musica a litera – Don Giovanni mit James Pease, Walter Berry, Clara Ebers, Anton Dermota, Bruna Rizzoli, NDR –Orchester

- Somerset – Tschaikowsky – Dornröschen, Grieg – Peer Gynt, Mozart – Eine kleine Nachtmusik, Bach – Brandenburgische Konzerte, D-Dur Suite, Mozart – Klavierkonzerte mit Christoph Eschenbach, Philharmonisches Staatsorchester Hamburg.

- EMI – Musik in alten Städten und Residenzen: Hamburg, Düsseldorf, Mannheim, Dresden (Werke u. a. von Johann Mattheson Boris Godunow und Reinhard Kaiser: Der hochmüthige und wieder erhabene Croesus mit Hermann Prey, Lisa Otto, Theo Adam und den Berliner Philharmonikern).

- CBS/ SONY – Unter seinen Aufnahmen haben die in den Jahren 1956 bis 1960 produzierten Einspielungen von Werken Kurt Weills (u. a. Dreigroschenoper, Die sieben Todsünden, Mahagonny), nicht zuletzt dank der Mitwirkung Lotte Lenyas, Klassikerstatus erreicht.